# Island Walk
Island Walk ist ein census-designated place (CDP) im Collier County im US-Bundesstaat Florida. Das U.S. Census Bureau hat bei der Volkszählung 2020 eine Einwohnerzahl von 2.812 ermittelt. 

## Demographische Daten
Laut der Volkszählung 2010 verteilten sich die damaligen 3035 Einwohner auf 1858 Haushalte. 96,4 % der Bevölkerung bezeichneten sich als Weiße, 0,9 % als Afroamerikaner, 0,3 % als Indianer und 1,2 % als Asian Americans. 0,6 % gaben die Angehörigkeit zu einer anderen Ethnie und 0,6 % zu mehreren Ethnien an. 4,5 % der Bevölkerung bestand aus Hispanics oder Latinos.
Im Jahr 2010 lebten in 11,9 % aller Haushalte Kinder unter 18 Jahren sowie 59,3 % aller Haushalte Personen mit mindestens 65 Jahren. 68,8 % der Haushalte waren Familienhaushalte (bestehend aus verheirateten Paaren mit oder ohne Nachkommen bzw. einem Elternteil mit Nachkomme). Die durchschnittliche Größe eines Haushalts lag bei 1,97 Personen und die durchschnittliche Familiengröße bei 2,32 Personen.
10,8 % der Bevölkerung waren jünger als 20 Jahre, 7,8 % waren 20 bis 39 Jahre alt, 22,9 % waren 40 bis 59 Jahre alt und 58,5 % waren mindestens 60 Jahre alt. Das mittlere Alter betrug 64 Jahre. 45,6 % der Bevölkerung waren männlich und 54,4 % weiblich.
Das durchschnittliche Jahreseinkommen lag bei 78.229 $, dabei lebten 4,0 % der Bevölkerung unter der Armutsgrenze.